# Torre Noguesa (Mollerussa)
La Torre Noguesa és un edifici de Mollerussa (Pla d'Urgell) inclòs a l'Inventari del Patrimoni Arquitectònic de Catalunya.

## Descripció
Està formada per l'edifici-habitatge, de planta rectangular i de tres plantes d'alçada, cobert a dues aigües, i construït de tàpia i maó arrebossat. Juntament amb d'altres edificis destinats a coberts, magatzems i granja, tanca un pati central al que s'accedeix des de l'exterior a través d'una portalada coberta.
El primer edifici del conjunt és el que serveix d'habitatge. Aquest té un altre edifici adossat, de tàpia i maó, que és el que primer es feu dels que serveixen a la granja.

## Història
És una de les cases que es feu a la comarca després de la construcció del Canal d'Urgell que significà un impuls a l'agricultura de la comarca. El promotor fou Josep Nogués Freixa, i fou edificada l'any 1876 per paletes del poble.